# Ilias Hadi
Ilias Hadi is een Belgisch jiujitsuka.

## Levensloop
Hadi behaalde in 2017 brons in de gewichtsklasse +94kg op de wereldkampioenschappen in het Colombiaanse Bogota in de discipline ne waza. 